# Danh sách đĩa nhạc của Gabrielle Aplin
Nữ ca sĩ kiêm sáng tác nhạc người Anh Gabrielle Aplin đã cho phát hành 1 album phòng thu, 4 đĩa mở rộng, 3 album trực tiếp và 5 đĩa đơn. Cô phát hành đĩa mở rộng đầu tay Acoustic EP với 5 bài hát trên Cửa hàng iTunes vào ngày 13 tháng 9 năm 2010. EP thứ hai của cô, Never Fade được phát hành vào ngày 9 tháng 5 năm 2011, với các khía cạnh folk rock. Cô cho phát hành đĩa mở rộng thứ 3 Home vào ngày 9 tháng 1 năm 2012. Vào ngày 29 tháng 2 năm 2012, cô chính thức ký hợp đồng thu âm cùng hãng Parlophone. Album phòng thu đầu tay của cô, English Rain được phát hành vào tháng 5 năm 2013, thu về 35,000 bản trong tuần lễ đầu tiên tại Anh Quốc và đạt vị trí Á quân tại đó và Scotland. Đĩa đơn đầu tiên, "The Power of Love" được chính thức phát hành vào tháng 11 năm 2012 sau một lần lộ diện trong một đoạn quảng cáo vào mùa Giáng sinh cùng năm, đạt đến vị trí đầu bảng trên UK Singles Chart. Đĩa đơn thứ 2 "Please Don't Say You Love Me" được phát hành vào tháng 2 năm 2013, đạt đến top 10 tại Anh, Scotland và Úc. 3 đĩa đơn sau, "Panic Cord", "Home" và "Salvation" đều được phát hành trong năm 2013 và đầu năm 2014. English Rain EP được phát hành tại Hoa Kỳ vào năm 2014 với 5 bài hát trích từ album đầu tay của cô cùng một bài trình bày lại của Joni Mitchell mang tên "A Case of You".

## Album

### Album phòng thu
| Tựa đề       | Chi tiết album                                                                                            | Thứ hạng cao nhất | Thứ hạng cao nhất | Thứ hạng cao nhất | Thứ hạng cao nhất | Thứ hạng cao nhất | Thứ hạng cao nhất | Thứ hạng cao nhất | Doanh số           |
| Tựa đề       | Chi tiết album                                                                                            | Anh Quốc          | Áo                | Bỉ                | Ireland           | New Zealand       | Tây Ban Nha       | Scotland          | Doanh số           |
| ------------ | --- | ----------------- | ----------------- | ----------------- | ----------------- | ----------------- | ----------------- | ----------------- | ------------------ |
| English Rain | - Phát hành: 13 tháng 5 năm 2013 - Nhãn thu âm: Parlophone Records - Định dạng: CD, tải nhạc số, đĩa than | 2                 | 10                | 55                | 11                | 39                | 33                | 2                 | - Anh Quốc: · Vàng |

### Đĩa mở rộng
| Tựa đề          | Chi tiết                                                                                                  |
| --------------- | --- |
| Acoustic EP     | - Phát hành: 13 tháng 9 năm 2010 - Nhãn thu âm: Never Fade Records - Định dạng: Tải nhạc số, CD           |
| Never Fade EP   | - Phát hành: 9 tháng 5 năm 2011 - Nhãn thu âm: Never Fade Records - Định dạng: Tải nhạc số, CD            |
| Home EP         | - Phát hành: 9 tháng 1 năm 2010 - Nhãn thu âm: Never Fade Records - Định dạng: Tải nhạc số, CD            |
| English Rain EP | - Phát hành: tháng 5 năm 2014 - Nhãn thu âm: Never Fade Records, Warner Bros - Định dạng: Tải nhạc số, CD |

### Album trực tiếp
| Tựa đề                                | Chi tiết                                                                           |
| ------------------------------------- | ---------------------------------------------------------------------------------- |
| Gabrielle Aplin: iTunes Festival 2012 | - Phát hành: tháng 10 năm 2012 - Nhãn thu âm: Parlophone - Định dạng: Tải nhạc số  |
| Gabrielle Aplin: Live at Koko         | - Released: 1 tháng 5 năm 2013 - Nhãn thu âm: Parlophone - Định dạng: Tải nhạc số  |
| Gabrielle Aplin: iTunes Festival 2013 | - Released: 9 tháng 10 năm 2013 - Nhãn thu âm: Parlophone - Định dạng: Tải nhạc số |

## Đĩa đơn

### Nghệ sĩ chính
| "The Power of Love"                                                             | 2012 | 1   | 5  | 75 | 44 | 20 | 3  | - Anh Quốc: Vàng - Úc: Bạch kim | English Rain |
| "Please Don't Say You Love Me"                                                  | 2013 | 6   | 3  | —  | 48 | 27 | 5  | - Úc: Bạch kim                  | English Rain |
| "Panic Cord"                                                                    | 2013 | 19  | —  | —  | 60 | 77 | 19 |                                 | English Rain |
| "Home"                                                                          | 2013 | 48  | —  | —  | —  | —  | —  |                                 | English Rain |
| "Salvation"                                                                     | 2014 | 122 | 60 | —  | —  | —  | —  |                                 | English Rain |
| "—" Đĩa đơn không có mặt trên bảng xếp hạng hoặc không phát hành ở quốc gia đó. |      |     |    |    |    |    |    |                                 |              |

## Bài hát khác
| Tựa đề     | Năm  | Các nghệ sĩ khác | Album                           |
| ---------- | ---- | ---------------- | ------------------------------- |
| "Droplets" | 2013 | Lewis Watson     | Some Songs With Some Friends    |
| "Dreams"   | 2012 | Bastille         | Other People's Heartache Pt. II |